# Campionati mondiali di snowboard 2007
I Campionati mondiali di snowboard 2007 si sono svolti a Arosa, in Svizzera, fra il 13 ed il 20 gennaio 2007.

## Risultati

### Uomini

#### Slalom parallelo
| Posizione | Atleta         | Nazione  |
| --------- | -------------- | -------- |
| 1         | Simon Schoch   | Svizzera |
| 2         | Philipp Schoch | Svizzera |
| 3         | Rok Flander    | Slovenia |

Qualificazioni: 17 gennaio 2007

Ore: 09:00

Finali: 17 gennaio 2007

Ore: 12:15

#### Gigante parallelo
| Posizione | Atleta         | Nazione  |
| --------- | -------------- | -------- |
| 1         | Rok Flander    | Slovenia |
| 2         | Philipp Schoch | Svizzera |
| 3         | Heinz Inniger  | Svizzera |

Qualificazioni: 16 gennaio 2007

Ore: 09:00

Finali: 16 gennaio 2007

Ore: 12:15

#### Snowboardcross
| Posizione | Atleta           | Nazione     |
| --------- | ---------------- | ----------- |
| 1         | Xavier De Le Rue | Francia     |
| 2         | Seth Wescott     | Stati Uniti |
| 3         | Nate Holland     | Stati Uniti |

Qualificazioni: 13 gennaio 2007

Ore: 09:30

Finali: 14 gennaio 2007

Ore: 13:45

#### Big Air
| Posizione | Atleta         | Nazione   |
| --------- | -------------- | --------- |
| 1         | Mathieu Crepél | Francia   |
| 2         | Antti Autti    | Finlandia |
| 3         | Janne Korpi    | Finlandia |

Finali: 19 gennaio 2007

Ore: 18:00

#### Halfpipe
| Posizione | Atleta          | Nazione  |
| --------- | --------------- | -------- |
| 1         | Mathieu Crepél  | Francia  |
| 2         | Kazuhiro Kokubo | Giappone |
| 3         | Brad Martin     | Canada   |

Qualificazioni: 19 gennaio 2007

Ore: 11:30

Finali: 20 gennaio 2007

Ore: 14:00

### Donne

#### Slalom Parallelo
| Posizione | Atleta         | Nazione |
| --------- | -------------- | ------- |
| 1         | Heidi Neururer | Austria |
| 2         | Marion Kreiner | Austria |
| 3         | Doresia Krings | Austria |

Qualificazioni: 17 gennaio 2007

Ore: 09:00

Finali: 17 gennaio 2007

Ore: 12:15

#### Gigante parallelo
| Posizione | Atleta               | Nazione  |
| --------- | -------------------- | -------- |
| 1         | Ekaterina Tudegeševa | Russia   |
| 2         | Amelie Kober         | Germania |
| 3         | Fränzi Mägert-Kohli  | Svizzera |

Qualificazioni: 16 gennaio 2007

Ore: 09:00

Finali: 16 gennaio 2007

Ore: 12:15

#### Snowboardcross
| Posizione | Atleta             | Nazione     |
| --------- | ------------------ | ----------- |
| 1         | Lindsey Jacobellis | Stati Uniti |
| 2         | Sandra Frei        | Svizzera    |
| 3         | Helene Olafsen     | Norvegia    |

Qualificazioni: 13 gennaio 2007

Ore: 14:15

Finali: 14 gennaio 2007

Ore: 13:45

#### Halfpipe
| Posizione | Atleta          | Nazione  |
| --------- | --------------- | -------- |
| 1         | Manuela Pesko   | Svizzera |
| 2         | Sōko Yamaoka    | Giappone |
| 3         | Paulina Ligocka | Polonia  |

Qualificazioni: 19 gennaio 2007

Ore: 08:45

Finali: 20 gennaio 2007

Ore: 14:00

## Medagliere per nazioni
| Nazione     | Oro | Argento | Bronzo | Totale |
| ----------- | --- | ------- | ------ | ------ |
| Francia     | 3   | 0       | 0      | 3      |
| Svizzera    | 2   | 3       | 2      | 7      |
| Austria     | 1   | 1       | 1      | 3      |
| Stati Uniti | 1   | 1       | 1      | 3      |
| Slovenia    | 1   | 0       | 1      | 2      |
| Russia      | 1   | 0       | 0      | 1      |
| Giappone    | 0   | 2       | 0      | 2      |
| Finlandia   | 0   | 1       | 1      | 2      |
| Germania    | 0   | 1       | 0      | 1      |
| Canada      | 0   | 0       | 1      | 1      |
| Polonia     | 0   | 0       | 1      | 1      |
| Norvegia    | 0   | 0       | 1      | 1      |